# Борго-Велино
Борго-Велино (итал. Borgo Velino) — коммуна в Италии, располагается в регионе Лацио, в провинции Риети.
Население составляет 1001 человек (2008 г.), плотность населения составляет 58 чел./км². Занимает площадь 17 км². Почтовый индекс — 2010. Телефонный код — 0746.
Покровителем коммуны почитается святой Дионисий Ареопагит, празднование 10 октября.

## Демография
Динамика населения:

## Администрация коммуны
- Официальный сайт: